# 透明人2
是一部2006年的科幻驚悚電影，由克羅迪歐·費執導，彼得·費辛利、蘿拉·雷根和克利斯汀·史萊特領銜主演。為2000年上映之《透明人》續集，但劇情與第一集無關。該片講述了西雅圖的偵探和一名生物學家成為被追殺目標的故事。
因《透明人》在美國票房不佳，《透明人2》拍攝完畢後以發行DVD的方式公開呈現。

## 劇情
某天在一次的舞會上，戴文博士（Dr. Devin Villiers）突然在洗手間被殺，由西雅圖派來的法蘭克·特納警探（Detective Frank Turner）和麗莎·馬丁尼茲偵探（Detective Lisa Martinez）前來調查，卻被國防部遣走，兩人受命保護瑪姬·道爾頓博士（Dr. Maggie Dalton），在執行任務過程當中，麗莎被透明人麥可·葛瑞芬（Michael Griffin）殺害，不明白事情緣由的特納在國防部下令前帶走了瑪姬，因此，兩人也成爲了被通緝的對象。
在逃走的過程中，兩人一直遭到“透明人”的追殺，特納盡全力保護着瑪姬，瑪姬告訴特納，國防部下屬官員威廉·萊斯納博士（Dr. William Reisner）協會正在私下研究透明基因，實驗對象有三個，其中第一個實驗者已死了，第二位是和特納、瑪姬溝通的神祕人，而第三位就是正在大逃亡的大兵麥可，但由於實驗並不成功，實驗體必須靠緩衝劑來維持生命，而之前宣布的麥可死亡的消息是假的，他正在找瑪姬制造緩衝劑，此時兩人通過神祕人才得知真相，原來此項實驗完全是萊斯納博士用於政治目的的產物。瑪姬不幸被麥可逮到，麥可注射了瑪姬制造的緩衝劑。在警方的圍捕下，特納也注射了透明基因，逃出警方的視線，並拿著槍逼迫官員萊斯納撞上車子而死亡。
麥可把瑪姬帶到實驗室，兩人都各注射一半的毒鼠藥，接著麥可原本想欲謀殺死瑪姬，幸虧特納及時趕到，兩個透明人撞上窗戶而掉下去，並在大雨中進行生死的搏鬥競爭，麥可將特納推到下面後，看見要逃到實驗室內的瑪姬，麥可追了上去，無路可逃的瑪姬將被麥可殺掉時恢復了人形，因為瑪姬給自己和麥可注射的是毒鼠藥，麥可的血液開始慢慢稀釋，而瑪姬也開始有生命危險，這時特納趁機用鏟子殺死了麥可，並拯救快不行的瑪姬，瑪姬被送進了醫院，看著窗景來想特納的救命之景，特納站在醫院外看著窗戶，然而隨風而去。

## 演員
| 演員                             | 角色                                      | 備註 |
| 彼得·費辛利 Peter Facinelli      | 法蘭克·特納警探 Detective Frank Turner    | 本片男主角，西雅圖的一名警探，他是與瑪姬一起去追蹤麥可的下落的人，但因瑪姬被麥可抓走，因此特納在警方追捕之下在一間更衣室裡找到透明基因並注射讓他變透明。最終用鏟子殺死麥可，並且拯救了瑪姬。在劇情的最後他看著瑪姬所在的醫院病房窗戶默默的離開。                                                                   |
| 蘿拉·雷根 Laura Regan            | 瑪姬·道爾頓博士 Dr. Maggie Dalton         | 本片女主角，是一位生物學家，緩衝劑的發明者。在逃往過程中，兩人由此成了透明人麥可的最大暗殺目標，由於她參與試驗生物學的實驗，麥可為了復仇，並尾隨抓走她，請她幫忙麥可施打緩衝劑(事實上是注射毒鼠藥)，但她也注射一半的毒鼠藥差點丟了性命，最終才被特納拯救，醒來後在醫院看著道納的救命之恩願景。                     |
| 克利斯汀·史萊特 Christian Slater | 麥可·葛瑞芬 Michael Griffin               | 本片反派角色，為實驗的試驗者第三個軍人，被軍方發明的隱形技術成功將他隱形，由於試驗被軍方的權謀控制，不成為他們的屠殺異己的武器，唯一倖存他進行著復仇行動，但由於實驗並不成功，他需要靠緩衝劑來維持生命，因此抓走瑪姬請她幫忙施打緩衝劑。原以為要殺死瑪姬，但因被注射毒鼠藥而恢復原形，最後被隱形的特納用鏟子殺死。 |
| 大衛·麥沃瑞 David McIlwraith     | 威廉·萊斯納博士 Dr. William Reisner       | |
| 威廉·麥當勞 William MacDonald    | 賈文上校 Colonel Gavin Bishop             | 是下令部屬的人，最終被麥可持著筆插入眼睛而死。 |
| 潔西卡·哈蒙 Jessica Harmon       | 希瑟·道爾頓 Heather Dalton                | |
| 琪拉·荷斯多 Chelah Horsdal       | 盲秘書 Blind Secretary                    | 賈文上校的秘書，賈文被殺死時的第一發現者。 |
| 尚雅·莎羅瑪 Sonya Salomaa        | 卓菲之妻 Trophy Wife                      | |
| 約翰·蕭 John Shaw                | 戴文·維利爾博士 Dr. Devin Villiers        | 在舞會中去上洗手間並講電話時，被隱形的麥可殺死。 |
| 麥克·多普德 Mike Dopud           | 契斯利警官 Officer Chesley                | |
| 莎拉·狄金斯 Sarah Deakins        | 麗莎·馬丁尼茲偵探 Detective Lisa Martinez | 和特納一起辦案的同伴，在查個水落石出時被麥可殺死。 |

## 反響
《透明人2》獲得了負面居多的評價，儘管作為一部DVD首映電影而使人降低了期望值。該片在爛番茄沒有綜合的新鮮度評分，但觀眾部分的新鮮度僅16%。

## 外部連結
- 互联网电影数据库（IMDb）上《透明人2》的资料（英文）
- AllMovie上《透明人2》的资料（英文）
- 爛番茄上《透明人2》的資料（英文）